# Rönnebergs landsfiskalsdistrikt
Rönnebergs landsfiskalsdistrikt var 1918–1964 ett landsfiskalsdistrikt i Malmöhus län, bildat när Sveriges indelning i landsfiskalsdistrikt trädde i kraft den 1 januari 1918, enligt beslut den 7 september 1917. Den 1 januari 1965 avskaffades i Sverige samtliga landsfiskaler och landsfiskalsdistrikt, och deras arbetsuppgifter delades upp på de nyskapade indelningarna polisdistrikt, åklagardistrikt och kronofogdedistrikt.
Landsfiskalsdistriktet låg under länsstyrelsen i Malmöhus län.

## Ingående områden
1 januari 1927 (enligt beslut den 3 december 1926) överfördes den del av Kvistofta landskommun som låg i Rönnebergs härad till Luggude härad och till Ramlösa landsfiskalsdistrikt. 1 april 1931 (enligt beslut den 20 mars 1931) tillfördes Sankt Ibbs landskommun från det upplösta Vens landsfiskalsdistrikt. När Sveriges nya indelning i landsfiskalsdistrikt trädde i kraft den 1 oktober 1941 (enligt kungörelsen den 28 juni 1941) tillfördes kommunerna Källs-Nöbbelöv, Norra Skrävlinge och Norrvidinge från Eslövs landsfiskalsdistrikt. När Sveriges nya indelning i landsfiskalsdistrikt trädde i kraft den 1 januari 1952 (enligt kungörelsen 1 juni 1951) ändrades distriktets indelning dels genom kommunreformen 1952, dels genom införlivande av områden från närliggande distrikt. Den 1 januari 1959 uppgick Sankt Ibbs landskommun i Landskrona stad, och dess område uteslöts därmed ur landsfiskalsdistriktets område.

### Från 1918
Rönnebergs härad:
- Asmundtorps landskommun
- Billeberga landskommun
- Felestads landskommun
- Glumslövs landskommun
- Härslövs landskommun
- Del av Kvistofta landskommun: Den del av landskommunen som låg i Rönnebergs härad.[3]
- Sireköpinge landskommun
- Svalövs landskommun
- Säby landskommun
- Tirups landskommun
- Tofta landskommun
- Vadensjö landskommun
- Örja landskommun

### Från 1927
Rönnebergs härad:
- Asmundtorps landskommun
- Billeberga landskommun
- Felestads landskommun
- Glumslövs landskommun
- Härslövs landskommun
- Sireköpinge landskommun
- Svalövs landskommun
- Säby landskommun
- Tirups landskommun
- Tofta landskommun
- Vadensjö landskommun
- Örja landskommun

#### Tillkomna senare
- Sankt Ibbs landskommun: Överförd till Rönnebergs landsfiskalsdistrikt 1 april 1931 från det upplösta Vens landsfiskalsdistrikt.[4]

### Från 1 oktober 1941
Onsjö härad:
- Källs-Nöbbelövs landskommun
- Norra Skrävlinge landskommun
- Norrvidinge landskommun

Rönnebergs härad:
- Asmundtorps landskommun
- Billeberga landskommun
- Felestads landskommun
- Glumslövs landskommun
- Härslövs landskommun
- Sankt Ibbs landskommun
- Sireköpinge landskommun
- Svalövs landskommun
- Säby landskommun
- Tirups landskommun
- Tofta landskommun
- Vadensjö landskommun
- Örja landskommun

### Från 1 januari 1952
- Sankt Ibbs landskommun
- Härslövs landskommun
- Rönneberga landskommun
- Svalövs landskommun
- Teckomatorps landskommun